# De Gröna i Svenska kyrkan
De Gröna i Svenska kyrkan (fd. Miljöpartister i Svenska kyrkan De Gröna) är en av de nomineringsgrupper som ställer upp i kyrkovalen inom Svenska kyrkan. Inför kyrkovalet 2025 har nomineringsgruppen alltså bytt namn till De Gröna i Svenska kyrkan, vilket beslutades av Kyrkostyrelsen under hösten 2024.

## Historik
Miljöpartister i Svenska kyrkan, som gruppen då hette, ställde för första gången upp i 2005 års kyrkoval. Man fick då 1,66 procent av rösterna och fyra mandat i kyrkomötet.[källa behövs] Till gruppledare där utsågs Terence Hongslo. Efter kyrkovalet 2009 efterträddes han som gruppledare i kyrkomötet av Ylva Wahlström. Under de senaste mandatperioderna har Marja Sandin Wester varit gruppledare.[källa behövs]
I Kyrkovalet 2009 fick Miljöpartister i Svenska kyrkan De Gröna 3,17 procent, fördubblade antalet mandat i kyrkomötet.
[källa behövs] På stiftsplanet ökade man från 9 till 25 mandat, fördelade på 12 av 13 stift.[källa behövs] Miljöpartister i Svenska kyrkan De Gröna finns nu representerade i alla stiftsfullmäktige utom i Visby stift. [källa behövs]

## Val till kyrkomötet
- 2005: 1,66 %
- 2009: 3,17 %
- 2013: 4,69 %
- 2017: 2,38 %
- 2021: 3,26 %